# ربط (سردشت)
شهر ربط از توابع شهرستان سردشت استان آذربایجان غربی ایران می‌باشد. این شهر با نام های دیگر هم معروف است شهر آفتاب و موساسیر.مردم این شهر به زبان کردی سورانی با لهجه مکریانی سخن می‌گویند. و پیرو مذهب سنی (شافعی) هستند. مردم شهر و بخش ربط خواهان ارتقای این بخش به شهرستان، مستقل از شهرستان سردشت هستند.

## پیشینه تاریخی
ربط خاستگاه دولت شهر موساسیر یکی از مراکز مهم حکومتی فدراسیون ماناها می‌باشد، همچنین ربط نقطه اتصال تمدن آشور، اورارتو با دولت مانایی بوده‌است.
ربط تا سال ۱۳۴۲ همراه با شهر سردشت از بخش‌های تابعه شهرستان مهاباد بوده‌اند. همچنین از سال ۱۳۸۲ تبدیل به شهر مستقلی از توابع شهرستان سردشت شده‌است.

## جغرافیا
ربط در بستر دشت زاب- که لوی - و در دامنه‌های کوه ترخان (Tarxan) گسترده شده‌است، گردنه زمزیران و کوه ابراهیم جلال در شمال غربی ربط قرار دارند.

### مکان‌های گردشگری
- سایت باستانی موصاصیر
- چشمه آب معدنی گراوان
- غار آهکی هواره برزه (بازگشایی نشده)
- دریاچه سد سردشت
- آبشار شلماش
- آبشار رزگه
- روستاهایی با طبیعت بکر و سرسبز

## مردم
مردم این شهر کرد بوده و با زبان کردی سورانی و لهجه مکریانی صحبت می‌کنند. مردم ربط پیرو مذهب سنی شافعی هستند. این شهر در جنگ ایران و عراق ۶۲ بار توسط هواپیماهای عراق بمباران شده‌است و به همین جهت به دزفول کردستان شهرت یافته‌است.

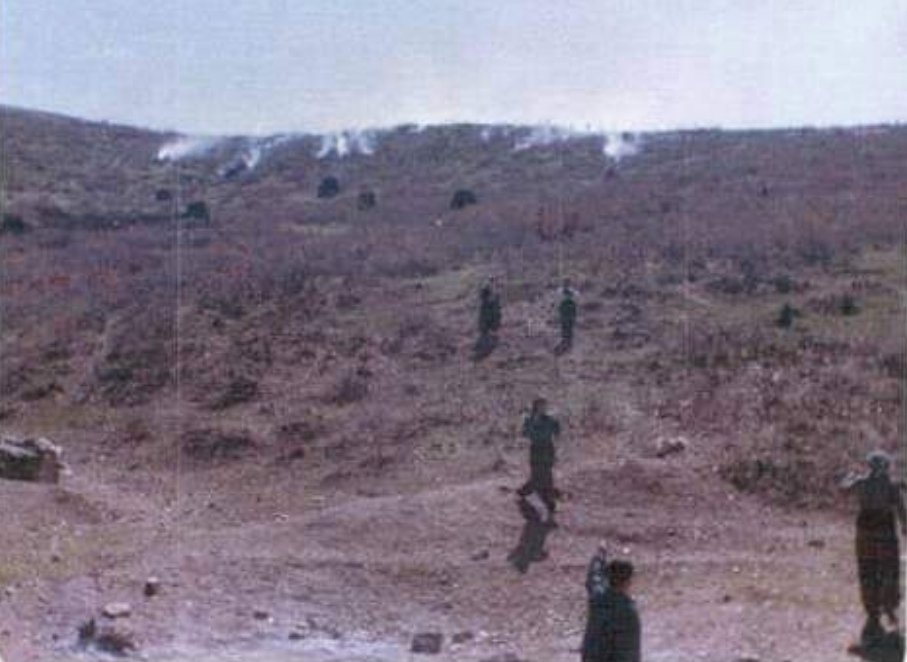
گریز مردم به کوه‌ها در زمان بمباران هوایی رژیم صدام (سال ۱۳۶۳)

تا قبل از سال ۱۳۹۱ ربط پذیرای خیل عظیم میهمانان شرکت کننده در جشن باشکوه نوروز از سراسر ایران و اقلیم کردستان عراق در روز نخست هر سال بوده‌است، بنابر گزارش‌های برگزار کنندگان مراسم در سال ۱۳۹۰ ه‍.ش برابر با سال ۲۷۱۱ کردی (آخرین سال برگزاری جشن) جمعیتی بالغ بر ۸۰٬۰۰۰ نفر در این گردهمایی شرکت کرده‌اند؛ از سال ۱۳۹۱ به دلایل امنیتی برگزاری این مراسم ممنوع اعلام شد.

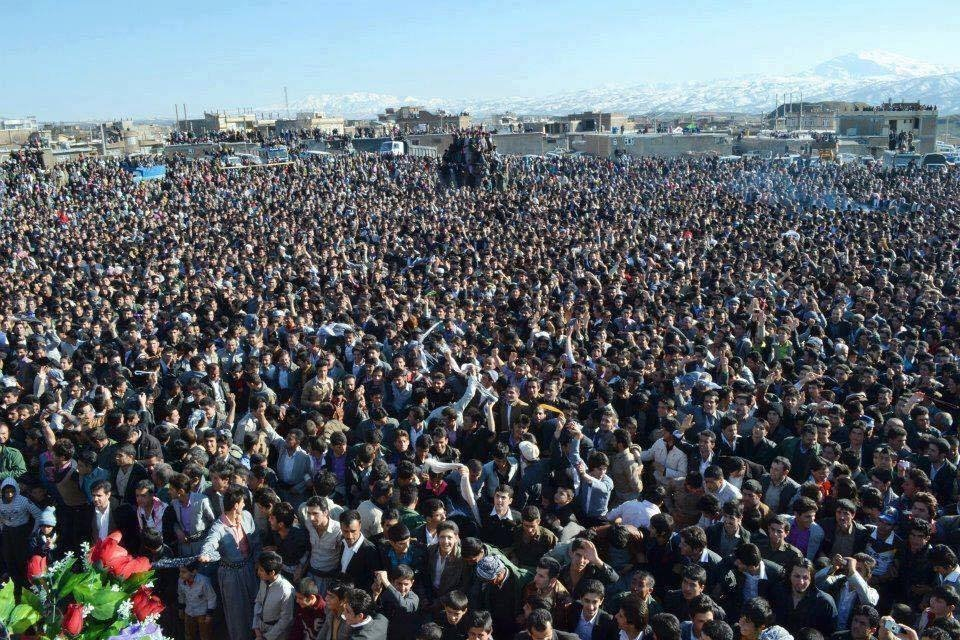
جشن نوروز سال ۱۳۹۰ ه‍.ش (۲۷۱۱ کردی) در ربط

### جمعیت
برطبق بررسی‌های صورت گرفته در شاخص‌های جمعیتی، شهر ربط به عنوان برخوردارترین شهر استان آذربایجان غربی شناخته شده‌است؛ شاخص‌های مورد بررسی در این بخش شامل سه شاخص نرخ رشد جمعیت (۸۵–۷۵)، درصد مهاجرین وارد شده به کل جمعیت و معکوس بار تکفل بوده‌است.
در سرشماری سال ۱۳۹۵، جمعیت شهر ربط ۱۵٬۷۵۰ نفر در ۴۰۳۰ خانوار بوده‌است که از این تعداد ۸٬۰۰۲ نفر مرد و ۷٬۷۴۸ نفر زن بوده‌اند. با توجه به تغییرات جمعیتی حدفاصل سال‌های ۱۳۸۵ تا ۱۳۹۵، نرخ رشد جمعیت شهر ۵ درصد می‌باشد.
نسبت جمعیت مردان به زنان در سال ۱۳۹۵، ۱۰۳ به ۱۰۰ بوده‌است.
با استفاده از آزمون‌های آماری و نیز اطلاعات دریافت شده از ارگان‌های شهر ربط، جمعیت این شهر در سال ۱۴۰۰ حدود ۱۹٬۴۴۴ نفر در ۵۱۵۷ خانوار تخمین زده می‌شود.

## تقسیمات سیاسی
شهر ربط در شمال‌غرب ایران، استان آذربایجان غربی و منطقه موکریان، در مسیر سردشت به مهاباد، ارومیه، بوکان و بانه واقع شده‌است و مرکز بخشی به همین نام در ضلع شرقی شهرستان سردشت می‌باشد.
در سال ۱۳۹۹ این شهر با تأسیس بخش مستقلی به نام ربط در کرانه شرقی و همچنین بخشی از کرانه غربی رودخانه زاب کوچک از بخش مرکزی شهرستان سردشت تفکیک شده‌است. با توجه به سرشماری سال ۱۳۹۵ جمعیت بخش ربط ۳۴٬۶۱۱ نفر می‌باشد. با توجه به پتانسیل‌های بالقوه منطقه ربط اعم از راه‌های ارتباطی، مناطق توریستی و موقعیت جغرافیایی استراتژیک و مستعد رشد، تأسیس بخش ربط نقطه عطف برای ربط خواهد بود.
نزدیک‌ترین شهر به ربط، شهر سردشت است.

## موقعیت ارتباطی
ربط از شمال با مهاباد، از شرق با بوکان، از جنوب شرق با بانه،
از شمال غرب با پیرانشهر و از غرب و جنوب غرب با رودخانه زاب و شهر سردشت همسایه است.
شهر ربط دارای فواصل زیر با شهرهای ذیل می‌باشد:
| شهر        | کشور  | مسافت (کیلومتر)                   |
| ---------- | ----- | --------------------------------- |
| ارومیه     | ایران | ۲۱۵ کیلومتر                       |
| مهاباد     | ایران | ۱۰۳ کیلومتر                       |
| نقده       | ایران | ۱۳۵ کیلومتر                       |
| سردشت      | ایران | ۱۵ کیلومتر                        |
| پیرانشهر   | ایران | ۹۰ کیلومتر                        |
| اشنویه     | ایران | ۱۳۰ کیلومتر                       |
| بانه       | ایران | ۶۵ کیلومتر                        |
| بوکان      | ایران | ۱۳۰ کیلومتر مسیر ربط-خلیفان-بوکان |
| بوکان      | ایران | ۹۰ کیلومتر مسیر شوسه ربط-بوکان    |
| سقز        | ایران | ۱۲۵ کیلومتر                       |
| مرز کیله   | ایران | ۲۵ کیلومتر                        |
| مرز تمرچین | ایران | ۹۸ کیلومتر                        |
| تبریز      | ایران | ۳۱۵ کیلومتر                       |
| تهران      | ایران | ۷۳۵ کیلومتر                       |

## رویدادهای تاریخی
- حمله اعراب به قلعه قیروان شاه در شهر ریپیتوا (ربط).[نیازمند منبع]
- اطلاق عنوان شهرک به ربط از اوائل سال ۱۳۵۰ شمسی برابر با ۱۹۷۲ میلادی و همزمان انجام خدمات شهری و برق‌رسانی و آبرسانی مدرن و احداث ادارات دولتی و مراکز رفاهی.[نیازمند منبع]
- استقرار پناهندگان کرد بارزانی در شهرک بارزانی‌ها (ناحیه شبانه‌روزی و فرهنگیان کنونی ربط)[نیازمند منبع]
- سفر صدام حسین به ربط در سال ۱۳۵۳ برای مذاکره با کردهای عراقی.[نیازمند منبع]
- آزادسازی ربط از محاصره از گروه‌های معاند جمهوری اسلامی ایران.[نیازمند منبع]
- بمباران هوایی و توپخانه‌ای ربط توسط هواپیماهای عراق.[نیازمند منبع]
- حمله روس‌های تزاری به منطقه ربط در جنگ جهانی اول.[نیازمند منبع]
- انتزاع از شهرستان مهاباد و تشکیل شهرستان سردشت و نهایتاً واگذاری منطقه ربط به شهرستان سردشت در سال ۱۳۵۲
- استقلال شهرک ربط از سردشت و تشکیل شهر مستقل ربط در سال ۱۳۸۱
- تشکیل بخش ربط و تعیین شهر ربط بعنوان مرکز آن در سال ۱۳۹۹

## ره‌آورد
ره‌آوردهای ربط: شامل غذاهای سنتی، سوغات و صنایع دستی
- دلمه خومالی
- آش دوغ یا دوکلیو
- کلانه
- ساوار
- کنگر
- گیلاخه
- کلوچه‌های محلی
- ترشی محلی
- ماهی قزل‌آلا
- میوه‌های جنگلی زاگرس
- گیاهان خوراکی (قارچ، ریواس، کنگر، اسفناج)
- عسل
- پنیر
- انگور